# Flusulfamid
Flusulfamid ist eine chemische Verbindung aus der Gruppe der Sulfonanilide.

## Gewinnung und Darstellung
Flusulfamid kann durch Reaktion von 2-Trifluormethylchlorbenzol mit Chlorsulfonsäure und 2-Chlor-4-nitroanilin gewonnen werden.

## Eigenschaften
Flusulfamid ist ein gelblicher Feststoff, der praktisch unlöslich in Wasser ist. Er ist stabil in neutraler und saurer Lösung und moderat stabil in alkalischer Umgebung.

## Verwendung
Flusulfamid wird als Fungizid verwendet und wirkt nur gegen wenige Pilze. Es wurde 1972 von Mitsui Toatsu entdeckt und 1992 erstmals in Japan zugelassen. Die Wirkung beruht auf der Hemmung der Sporenkeimung.

## Zulassung
Flusulfamid ist nicht in der Liste der in der Europäischen Union zulässigen Pflanzenschutzmittel-Wirkstoffe enthalten. In Deutschland, Österreich und der Schweiz sind keine Pflanzenschutzmittel mit diesem Wirkstoff zugelassen.